# 詹姆士·貝瑞
詹姆士·貝瑞（英語：James Berry，1983年8月4日—）是一位英格蘭政治人物，他的黨籍是保守黨。

## 生平
他出生並成長在肯特郡坎特伯里。自2015年至2017年，他擔任金斯頓和索比頓選區選出的英國下議院議員。